# 艾爾佛列·古曼·吉爾曼
艾爾佛列·古曼·吉爾曼（英語：Alfred Goodman Gilman，1941年7月1日—2015年12月23日），美国药学家、生物化学家。因发现G蛋白与馬丁·羅德貝爾一起分享1994年诺贝尔生理学或医学奖。